# Зигфрид Ленц (награда)
Международната литературна награда „Зигфрид Ленц“ (на немски: Siegfried Lenz Preis) е учредена през 2014 г. от Фондация Зигфрид Ленц и се присъжда на всеки две години в Хамбург.
С наградата „се отличават международни писателки и писатели, постигнали признание с прозаичното си творчество, чието литературно дело е близко до духа на Зигфрид Ленц.“
Наградата е в размер на 50 000 €.

## Носители на наградата (подбор)
- Амос Оз (2014)
- Джулиан Барнс (2016)
- Ричард Форд (2018)
- Людмила Улицка (2020)